# Chemical Invasion
Chemical Invasion (englisch für Chemische Invasion) ist das zweite Studioalbum der deutschen Thrash-Metal-Band Tankard aus dem Jahr 1987. Das Musikmagazin Rock Hard zählte das Album im Juni 2009 zu den 250 Thrash-Metal-Alben, die man kennen sollte.

## Aufnahme und Veröffentlichung
Das Album Chemical Invasion ist das zweite offizielle Studioalbum der Band. Wie der Vorgänger wurde auch dieses Album im Musiclab Studio in Berlin aufgenommen, die Aufnahmen stammen aus dem Zeitraum Juni bis August 1987. Produziert und abgemischt wurde es von Harris Johns, der zu diesem Zeitpunkt bereits für zahlreiche nationale und internationale Metalbands arbeitete. Die Erstveröffentlichung erfolgte im Oktober 1987.
Die Covergestaltung stammte von Sebastian Krüger. Es zeigt in comichafter Darstellung einen Wissenschaftler (genannt Dr.Achmatov) in einem Chemielabor, der ein Glas Bier (Spacebrew) mit einer neongrünen Flüssigkeit versetzt. In dem Horrorfilm Re-Animator mit Hauptdarsteller Jeffrey Combs von 1985 tritt eine ähnliche Wissenschaftlerfigur auf, die mithilfe eines grünen Serums totes Gewebe zum Leben erweckt. Im Booklet befinden sich Fotografien von Uwe „Buffo“ Schnädelbach.

## Titelliste
Das Album besteht aus 10 Titeln mit einer Gesamtlänge von 39:28 Minuten. Die einzelnen Titel sind:
1. Intro – 00:17
2. Total Addiction – 03:26
3. Tantrum – 03:15
4. Don’t Panic – 04:25
5. Puke – 00:58
6. For a Thousand Beers – 07:23
7. Chemical Invasion – 05:27
8. Farewell to a Slut – 04:10
9. Traidora – 07:56
10. Alcohol (Coverversion eines Songs von Gang Green) – 02:11

## Musik und Texte
Wie bereits beim Vorgängeralbum Zombie Attack sowie den beiden Demoaufnahmen Heavy Metal Vanguard und Alcoholic Metal konzentrieren sich die Texte der Band auf Chemical Invasion sehr stark auf den Alkoholkonsum. Dies zeichnet sich bereits im Intro ab, das aus einer Aufnahme besteht, bei der eine Bierflasche geöffnet und getrunken wird – abgeschlossen durch einen kurzen Rülpser. Im darauf folgenden Total Addiction beschäftigt sich die Band mit der Drogensucht und ruft den Hörer auf, den Drogen abzuschwören und sich der totalen Abhängigkeit von Musik und Bier zu ergeben („Listen to Tankard / You need a doze of thrash / A total addiction to those music and beer / It’s reason enough to quit your drugs“).
Auch bei fast allen weiteren Liedern stehen Bier und Alkohol im Zentrum, einschließlich des über 7 Minuten langen Instrumentalstücks For a Thousand Beers sowie des Titelsongs Chemical Invasion, der mit dem Refrain „Chemical Invasion – Fight for your right to drink pure beer“ als „Protestsong gegen die Aushöhlung des deutschen Reinheitsgebotes durch die Zulassung chemischer Zusatzstoffe“ und damit als Position zur Einhaltung des deutschen Reinheitsgebots zu verstehen ist („Make a stand and try to fight it / They’ll poison us with import beer / ’Cause German beer – it is the purest / There’s no room for chemicals here“). So behandelt Tantrum eine Party-Geschichte, bei der dem Protagonisten ein Bier gestohlen wurde („Tantrum – Who stole my beer? / Tantrum – you must die!!!“) und bei Puke (dt. „Kotze“) geht es um einen Volltrunkenen, der sich erbrechen muss („Puke! Puke! I drank too much / Vomit on the chair / Puke! Puke! I drank too much / Even in my hair“). Farewell To A Slut beschreibt die Probleme des Protagonisten mit einer Frau, die ihn aufgrund seines Lebensstils als „a longhaired drunkard“ kritisiert und beschimpft. Als es ihm zu viel wird, bringt er sie um und kommt dafür in das Gefängnis („I’ll cut her to pieces / I’ll beat her with chains / I’ll dip her in acid till nothing remains / Now I’m free here in jail getting drunk on my beers / Fuckin’ wardens all day for the next 20 years“). Das Lied Alcohol, eine Coverversion eines Songs der Band Gang Green, beginnt mit den Worten Gimme a beer und beschreibt die Abhängigkeit vom Alkohol („No doubt about it – I can’t live without it / Alcohol“ und „We’ll drink until we drop / I’d rather drink than fuck“).
Ausnahmen bilden die Lieder Don’t Panic und Traitor. Ersteres behandelt verschiedene Missstände der Welt, die angeklagt werden („Yet they say: Nothing’s wrong at Chernobyl / And they’ve found another cure for AIDS / Send their guns to Nicaragua / And shake their fingers at Afghanistan / Don’t panic – it’s just our world“). Traitor (dt.: „Verräter“) stellt die Situation von ausgenutzten Metalbands in der Musikindustrie dar.

## Kritiken und Rezeption
Das Album Chemical Invasion wurde bereits kurz nach der Veröffentlichung gelobt. So bekam es bei der Wertung der Zeitschrift Rock Hard (Heft #23, 1987) von Frank Trojan 9 von 10 möglichen Punkten. Trojan beurteilte das Vorgängeralbum Zombie Attack bei der Besprechung des Nachfolgealbums als nur „eher mittelmäßiges Debüt“ (im Gegensatz zu seinem Kollegen Holger Stratmann, der bereits das Debüt als „eins der mit Abstand lustigsten und besten Thrash-Alben überhaupt auf den Markt“ bezeichnete.) und zeigte sich von Chemical Invasion deutlich überrascht. Er schrieb 1987: „Sowohl songschreiberisch als auch spieltechnisch ist ‚Chemical Invasion‘ eine 100prozentige Steigerung! Vom Opener ‚Total Addiction‘ bis zum letzten Stück ‚Alcohol‘ (was auch sonst?!) prägen die brutalen Riffs, die kraftvolle Rhythmusarbeit und Gerres erbarmungsloses Gegröle die neun Songs.“ Bei Erscheinen des nächsten Albums The Morning After 1988 war es erneut Trojan, der schrieb: „‚Chemical Invasion‘ war ja wohl eine der großen Überraschungen des letzten Jahres aus deutschen Landen, und für unsere fünf Kampftrinker bedeutete das den Durchbruch in der deutschen Thrash-Szene.“
Auch Oliver Klemm vom Metal Hammer zeigte sich überzeugt und vergab 6 von 7 möglichen Punkten für das Album. Er bescheinigte der Band „So muß Thrash sein“ und lobte sowohl die Band als eine der „originellsten Thrash Bands überhaupt“ wie auch den Sänger Gerre dafür, dass er nicht Tom Araya, den Sänger der Band Slayer, kopiert. Zudem stellte er heraus: „Humor sollte nicht fehlen gerade in Zeiten, wo sich alle Thrasher so furchtbar ernst nehmen.“
Gemeinsam mit dem ersten Album der Band, Zombie Attack aus dem Jahr 1986, wurde Chemical Invasion 2005 neu aufgelegt. Eine weitere Neuauflage erfolgte 2011, 25 Jahre nach der Erstveröffentlichung des Debüts, gemeinsam mit allen Studioalben, die bis 1995 aufgenommen wurden.